# HMS Conqueror (1855)
El HMS Conqueror fue un navío de línea  propulsado a hélice de primera categoría perteneciente a la clase Conqueror  de 101 cañones. Fue botado en 1855, entrando en servicio sólo seis años antes de hundirse en Cayo Rum en las Bahamas en 1861.

## Construcción y puesta en marcha
El Conqueror fue uno de los dos barcos de la clase, su hermano era el HMS Donegal. Fue construido siguiendo un diseño de 1852 del Departamento del Agrimensor y encargado al astillero Devonport el 16 de noviembre de 1852. Fue puesto en grada el 25 de julio de 1853, botado el 2 de mayo de 1855 y puesto en servicio el 9 de abril de 1856 Costó un total de £171 116, con £91 244 gastados en su casco y £50 919 adicionales invertidos en sus máquinas de vapor John Penn & Son.

## Historial
El Conqueror fue comandado inicialmente por Thomas Matthew Charles Symonds, formando parte del Flota del Canal. Más tarde fue asignado para operar en el  Mediterráneo durante la Guerra de Crimea, siendo basado con posterioridad en las afueras de  Malta, cuando Hastings Yelverton asumió el comando en 22 de julio de 1859. Yelverton fue sucedido por William John Cavendish Clifford y él por James Willcox en 1860, al mismo tiempo que el Conqueror regresaba a  Plymouth. Edward Southwell Sotheby asumió el mando y fue despachado como transporte de tropas  para apoyar la intervención francesa en México en 1861.

## Hundimiento
Mientras navegaba en el Mar Caribe,  el HMS Conqueror se hundió en  Cayo Rum el 13 de diciembre de 1861 debido a un error de navegación. Los 1 400 tripulantes lograron salir ilesos. El pecio se encuentra a 9,1 m (30 pies) de profundidad en Cayo Rum y se conserva como un museo subacuático de las Bahamas. Es un sitio popular de buceo.